# London Olympians
London Olympians est un club anglais de football américain basé à Londres. Ce club fut fondé en 1984.

## Palmarès
- Champion du Royaume-Uni : 1992, 1993, 1994, 1997, 1998, 1999, 2000, 2001, 2002, 2003, 2005 et 2006
- Vice-champion du Royaume-Uni : 1985, 1988, 1989, 1991, 1995
- Champion d'Europe (Eurobowl) : 1993, 1994
- Vice-champion d'Europe (Eurobowl) : 1995